# Jean Hubert
Jean Hubert (4 de novembro de 1885 – 2 de novembro de 1927) foi um pioneiro da aviação francês e projetor de aeronaves. Ele foi o Engenheiro-Chefe da Société des Avions Bernard.

## Aviões projetados por Jean Hubert

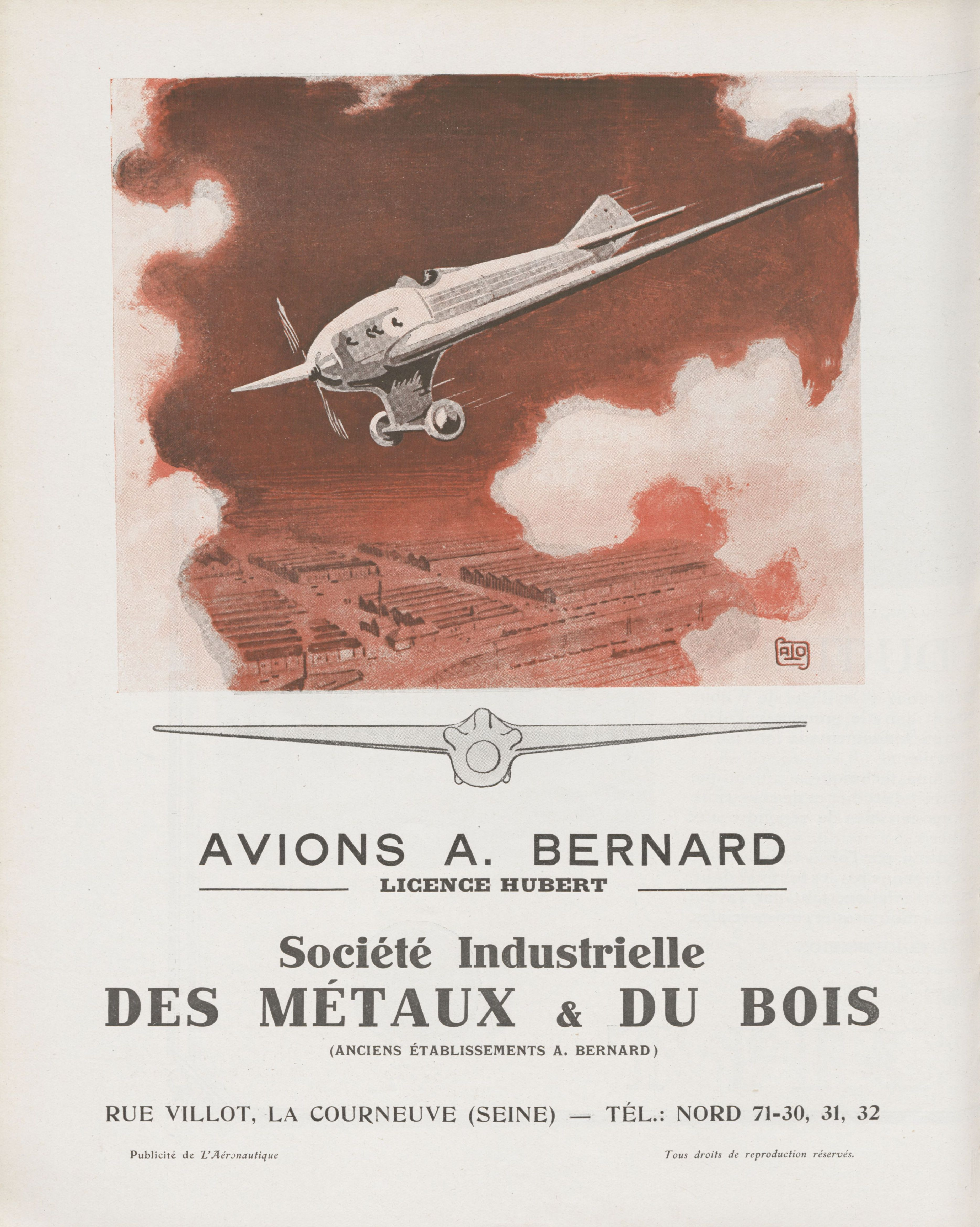
Aviões Bernard
Licença Hubert

- Bernard SIMB V. 1 Corridas aéreas. Um criado, em 1924.
- Bernard SIMB V. 2, V. 1 com envergadura inferior. Um criado, em 1924. O V. 3 foi uma proposta de desenvolvimento com trem de aterragem retráctil.
- Bernard SIMB AB 10 Revisão do AB.C1, 1924.
- Bernard SIMB AB 14 Caça. Um criado, em 1925.
- Bernard SIMB AB 15 Caça. Um criado, em 1926.
- Bernard 18 Oito lugares, avião de transporte. Dois cosntruídos, 1927.
- Bernard 190[2] Avião de transporte com dez assentos; quatorze unidades construídas, 1928 (primeiro voo).